# Dalia (Göttin)
Dalia ist eine Schicksalsgöttin der litauischen Mythologie. Sie ist die Spenderin und Nehmerin von Gütern und Eigentum.
Dalia wird oft mit Laima, einer anderen litauischen Schicksalsgöttin, verwechselt und ist auch schwer von ihr zu unterscheiden. Manchmal wird über Dalia vermutet, sie wäre eine andere Manifestation von Laima.
Laimas Aufgabe ist es allerdings, die Lebenszeit einer Person vorauszusagen, während Dalia den materiellen Wohlstand einer Person im Laufe ihres Lebens bestimmt und dabei jedem einen angemessenen Anteil (litauisch: dalis) zuteilt.
Den Legenden zufolge, teilt Dievas Senelis, (eine Manifestation des obersten Gottes Dievs) genau wie ein Vater, der sein Vermögen unter seinen Kindern aufteilt, Neugeborenen einen angemessenen Anteil zu. Dalia wird dabei nicht als Entscheidungsträgerin, sondern eher als Vollstreckerin von Dievs Willen angesehen. Sie kann als Frau, Lamm, Hund, Schwan oder Ente erscheinen.